# Giuseppe Fanfani
Giuseppe Fanfani (Sansepolcro, 19 aprile 1947) è un avvocato e politico italiano.
Esponente del Partito Democratico, è stato deputato in Parlamento e sindaco di Arezzo per due mandati (2006-2014). Dal 2014 al 2018 è stato componente laico del Consiglio superiore della magistratura.
Attualmente è il garante dei diritti dei detenuti per la Regione Toscana.

## Biografia
È nipote del celebre Amintore, figlio del fratello minore Ameglio, avvocato e insegnante, che ha partecipato alla vita politica locale fino a ricoprire la carica di segretario provinciale della Democrazia Cristiana.
Iscritto all'Azione Cattolica nell'adolescenza, a diciassette anni aderì alla DC, venendo in seguito eletto consigliere comunale a Sansepolcro e poi consigliere provinciale ad Arezzo. È stato presidente dell'USL della Valtiberina. Per due volte è stato segretario provinciale della DC.

### Deputato nazionale
Alle elezioni politiche del 13 maggio 2001 venne candidato alla Camera dei deputati per L'Ulivo nel collegio di Arezzo-Valtiberina risultando eletto con 49.794 preferenze. Alla Camera ha fatto parte della Giunta per le autorizzazioni a procedere, del Comitato parlamentare per i procedimenti d'accusa, della Commissione Giustizia e Telekom-Serbia.
È stato responsabile nazionale Giustizia della Margherita.

### Sindaco di Arezzo
Alle elezioni politiche del 2006 è stato fra i candidati della lista dell'Ulivo in Toscana, nonostante fosse candidato anche come sindaco di Arezzo, senza risultare fra gli eletti in Parlamento.
Nelle elezioni amministrative di maggio venne eletto sindaco con il 59,2% dei voti, riconsegnando Arezzo, dopo sette anni, nelle mani del centrosinistra.
Il 29 maggio 2010 ha presentato Fulgenzio, il suo primo romanzo, storia di un parroco nel dopoguerra.

### Membro del CSM
Il 9 settembre 2014 venne eletto, insieme al Sottosegretario di Stato al Ministero dell'Economia e delle Finanze Giovanni Legnini, componente laico del CSM in quota PD con 499 voti sui 489 richiesti, pari ai 3/5 dei votanti, nel quinto scrutinio. A sette giorni dall'elezione, decise di dimettersi da sindaco di Arezzo, venendo sostituito nell'incarico dal vice-sindaco Stefano Gasperini.